# Steward (Illinois)
Steward es una villa ubicada en el condado de Lee en el estado estadounidense de Illinois. En el Censo de 2010 tenía una población de 256 habitantes y una densidad poblacional de 482,16 personas por km².

## Geografía
Steward se encuentra ubicada en las coordenadas 41°50′56″N 89°1′00″O / 41.84889, -89.01667. Según la Oficina del Censo de los Estados Unidos, Steward tiene una superficie total de 0.53 km², de la cual 0.53 km² corresponden a tierra firme y (0%) 0 km² es agua.

## Demografía
Según el censo de 2010, había 256 personas residiendo en Steward. La densidad de población era de 482,16 hab./km². De los 256 habitantes, Steward estaba compuesto por el 92.97% blancos, el 0.78% eran afroamericanos, el 0.39% eran amerindios, el 0% eran asiáticos, el 0% eran isleños del Pacífico, el 5.47% eran de otras razas y el 0.39% pertenecían a dos o más razas. Del total de la población el 6.25% eran hispanos o latinos de cualquier raza.